# 幕別町立忠類中学校
幕別町立忠類中学校（まくべつちょうりつちゅうるいちゅうがっこう）は北海道十勝支庁中川郡幕別町にある公立中学校。

## 概要
忠類村立忠類中学校から市町村合併により幕別町立忠類中学校へ変更。2022年現在、35名の在校生。部活動は人数不足により団体種目は厳しいが、スキー場を有する地の利でアルペンスキーでは好成績を残す。

## 部活動
- バレー部
- 卓球部
- 野球部